# Michael Szonyi
Michael Szonyi (1967. május 18. – ; kínai neve pinjin hangsúlyjelekkel: Sòng Yímíng; magyar népszerű: Szung Ji-ming; kínaiul: 宋怡明) kanadai sinológus, a Ming-kori történelem, a népi vallásosság és a tengerentúli kínaiak történelmének szakértője.

## Élete
Michael Szonyi apja magyar bevándorló, vezetési tanácsadó, édesanyja pedig kanadai pedagógus volt. Szonyi egyetemi tanulmányait a Torontói Egyetemen végezte, majd Rhodes-ösztöndíjjal az Oxfordi Egyetemen folytatta tanulmányait. A doktori fokozat megszerzését követően a McGill Egyetemen dolgozott, de kevéssel később visszatért Kanadába, ahol megnősült és 2002-ben a Torontói Egyetem oktatója lett. 2005-ben a Harvard Egyetemre került, ahol 2009-ben kinevezték a kínai történelem professzorává. Jelenlegi székhelyei Cambridge, London és Ontario. Ez utóbbi helyen felesége, Francine McKenzie a Nyugat-ontariói Egyetemen nemzetközi kapcsolatok professzoraként tevékenykedik.

## Főbb művei
- The Cold War in Asia: The Battle for Hearts and Minds. Brill, 2010 (Co-edited with Zheng Yangwen and Liu Hong)
- Cold War Island: Quemoy on the Front Line. Cambridge University Press, 2008
- Ming-Qing Fujian Wudi xinyang ziliao huibian (Documents on the Cult of the Five Emperors in Fujian in Ming and Qing). Hong Kong University of Science and Technology South China Research Centre, 2006
- Practicing Kinship: Lineage and Descent in Late Imperial China. Stanford University Press, 2002
- Zheng Zhenman, Family and Lineage Organization and Social Change in Ming-Qing Fujian, translated and with an introduction by Michael Szonyi. University of Hawai'i Press, 2001

## További hivatkozások
- Homepage at Harvard